# Lucija Polavder
Lucija Polavder (ur. 15 grudnia 1984 w Celje) – słoweńska judoczka, brązowa medalistka olimpijska, wicemistrzyni świata, dwukrotna mistrzyni Europy.
Dwukrotnie startowała w igrzyskach olimpijskich. W 2004 roku w Atenach przegrała pierwszą walkę i odpadła z rywalizacji, natomiast cztery lata później, w Pekinie zdobyła brązowy medal.
W 2007 roku w Rio de Janeiro zdobyła srebrny medal mistrzostw świata w kategorii open, przegrywając decydującą walkę o tytuł z Japonką Maki Tsukadą. Jest siedmiokrotną medalistką mistrzostw Europy w kategorii powyżej 78 kg. W 2010 roku zdobyła w Wiedniu złoty medal mistrzostw Europy, pokonując w finale Rosjankę Donguzaszwili. W mistrzostwach Starego Kontynentu w 2013 roku zdobyła drugi tytuł mistrzowski, a rok wcześniej wicemistrzostwo, a pięciokrotnie (2003, 2006, 2007, 2008, 2011) stawała na najniższym stopniu podium.